# دوغ ستيفان
دوغ ستيفان (بالإنجليزية: Doug Stephan)‏ هو مقدم برامج إذاعية ودي جيه أمريكي، ولد في 5 نوفمبر 1946.

## وصلات خارجية
- الموقع الرسمي